# Budget de Villabé

## Comptes de Villabé de 2000 à 2013

### Tableau de synthèse
| Années | Budget de fonctionnement | Budget de fonctionnement | Budget de fonctionnement | Budget d'investissement | Budget d'investissement | Budget d'investissement | Budget d'investissement | Budget d'investissement | Budget d'investissement | Total des recettes | Total des dépenses | Résultat | Endettement | Endettement |
| ------ | ------------------------ | ------------------------ | ------------------------ | ----------------------- | ----------------------- | ----------------------- | ----------------------- | ----------------------- | ----------------------- | ------------------ | ------------------ | -------- | ----------- | ----------- |
| Années | Produits                 | dont impôts locaux       | dont impôts locaux       | Ressources              | dont emprunts           | dont emprunts           | Emplois                 | dont équipements        | dont équipements        | Total des recettes | Total des dépenses | Résultat | Dette       | Annuité     |
| 2000   | 5 620                    | 3 682                    | 65,52 %                  | 2 084                   | 290                     | 13,92 %                 | 3 563                   | 3 290                   | 92,34 %                 | 7 704              | 8 213              | −509     | 2 725       | 423         |
| 2001   | 5 825                    | 3 803                    | 65,29 %                  | 3 228                   | 1 235                   | 38,26 %                 | 3 198                   | 2 889                   | 90,34 %                 | 9 053              | 8 090              | 963      | 3 729       | 418         |
| 2002   | 5 746                    | 3 696                    | 64,32 %                  | 1 331                   | 0                       | 0,00 %                  | 3 073                   | 2 624                   | 85,39 %                 | 7 077              | 8 435              | −1 358   | 3 351       | 563         |
| 2003   | 7 545                    | 4 682                    | 62,05 %                  | 3 111                   | 96                      | 3,09 %                  | 2 272                   | 1 780                   | 78,35 %                 | 10 656             | 8 615              | 2 041    | 3 086       | 526         |
| 2004   | 7 030                    | 5 228                    | 74,37 %                  | 1 993                   | 149                     | 7,48 %                  | 2 612                   | 2 022                   | 77,41 %                 | 9 023              | 8 618              | 405      | 2 891       | 504         |
| 2005   | 6 892                    | 5 067                    | 73,52 %                  | 2 001                   | 419                     | 20,94 %                 | 2 085                   | 1 271                   | 60,96 %                 | 8 893              | 8 117              | 776      | 2 560       | 870         |
| 2006   | 7 118                    | 5 315                    | 74,67 %                  | 7 367                   | 4 950                   | 67,19 %                 | 7 604                   | 7 180                   | 94,42 %                 | 14 485             | 13 776             | 709      | 7 129       | 624         |
| 2007   | 7 953                    | 5 295                    | 66,58 %                  | 4 955                   | 2 433                   | 49,10 %                 | 3 190                   | 2 626                   | 82,32 %                 | 12 908             | 10 254             | 2 654    | 9 050       | 833         |
| 2008   | 7 631                    | 5 292                    | 69,35 %                  | 2 814                   | 0                       | 0,00 %                  | 2 731                   | 1 767                   | 64,70 %                 | 10 445             | 10 068             | 377      | 8 102       | 1 288       |
| 2009   | 7 389                    | 5 372                    | 72,70 %                  | 3 115                   | 1 800                   | 57,78 %                 | 2 061                   | 1 444                   | 70,06 %                 | 10 504             | 9 116              | 1 388    | 9 307       | 981         |
| 2010   | 7 674                    | 5 697                    | 74,24 %                  | 686                     | 0                       | 0,00 %                  | 2 340                   | 1 689                   | 72,18 %                 | 8 360              | 9 199              | −839     | 8 670       | 1 017       |
| 2011   | 6 639                    | 3 163                    | 47,64 %                  | 1 694                   | 0                       | 0,00 %                  | 2 376                   | 1 679                   | 70,66 %                 | 8 333              | 8 529              | −196     | 8 017       | 1 005       |
| 2012   | 6 759                    | 3 418                    | 50,57 %                  | 2 268                   | 0                       | 0,00 %                  | 1 921                   | 1 234                   | 64,24 %                 | 9 027              | 7 857              | 1 170    | 7 438       | 994         |
| 2013   | 6 985                    | 3 682                    | 52,71 %                  | 1 153                   | 0                       | 0,00 %                  | 2 146                   | 1 452                   | 67,66 %                 | 8 138              | 8 034              | 104      | 6 748       | 981         |

### Histogrammes de synthèse
| Évolution et nature des produits de fonctionnement  | Évolution de la dette                            |
|                                                     |                                                  |
| Évolution et nature des ressources d'investissement | Évolution et nature des emplois d'investissement |
|                                                     |                                                  |

## Capacités d'autofinancement et de désendettement
| Évolution de la capacité d'autofinancement (en €/habitant) | Évolution de la capacité de désendettement (en années)                                                      |
| ■ CAF de Villabé (en €/h.) ■ CAF de la strate (en €/h.)    | ■ capacité de désendettement de Villabé (en années) ■ seuil des 8 ans ■ seuil des 11 ans ■ seuil des 15 ans |

## Fiscalité
| | 2000    | 2001    | 2002    | 2003    | 2004    | 2005    | 2006    | 2007    | 2008    | 2009    | 2010    | 2011    | 2012    | 2013    |
| TH | 15,31 % | 15,31 % | 15,31 % | 15,09 % | 15,09 % | 15,09 % | 15,09 % | 15,09 % | 15,09 % | 15,09 % | 15,76 % | 11,83 % | 12,04 % | 12,20 % |
| TFb | 17,93 % | 17,93 % | 17,93 % | 17,67 % | 17,67 % | 17,67 % | 17,67 % | 17,67 % | 17,67 % | 17,67 % | 18,45 % | 16,78 % | 17,08 % | 17,31 % |
| TFnb | 69,15 % | 69,15 % | 69,15 % | 68,51 % | 68,51 % | 68,51 % | 68,51 % | 68,51 % | 68,51 % | 68,51 % | 71,54 % | 53,70 % | 54,66 % | 55,39 % |
| TI | 0,00 %  | 0,00 %  | 0,00 %  | 0,21 %  | 0,21 %  | 0,23 %  | 0,24 %  | 0,36 %  | 0,41 %  | 0,44 %  | 0,55 %  | 8,28 %  | 8,28 %  | 8,28 %  |
| TH : taxe d'habitation, TFb : taxe foncière sur le bâti, TFnb : taxe foncière sur le non bâti, TI : taxe intercommunale Note : les taux communaux baissent en 2011 à la suite de l'entrée de Villabé dans la Communauté d'agglomération Évry Centre Essonne qui reprend une partie de ces taux. |         |         |         |         |         |         |         |         |         |         |         |         |         |         |